# 静园
静园是清朝末代皇帝溥仪在天津的故居。建于1921年，位于当时的天津日租界的宫岛路（今鞍山道70号），作为天津租界时代留存下来的重要建筑之一，该建筑目前是天津市文物保护单位和特殊保护等级历史风貌建筑。

## 历史

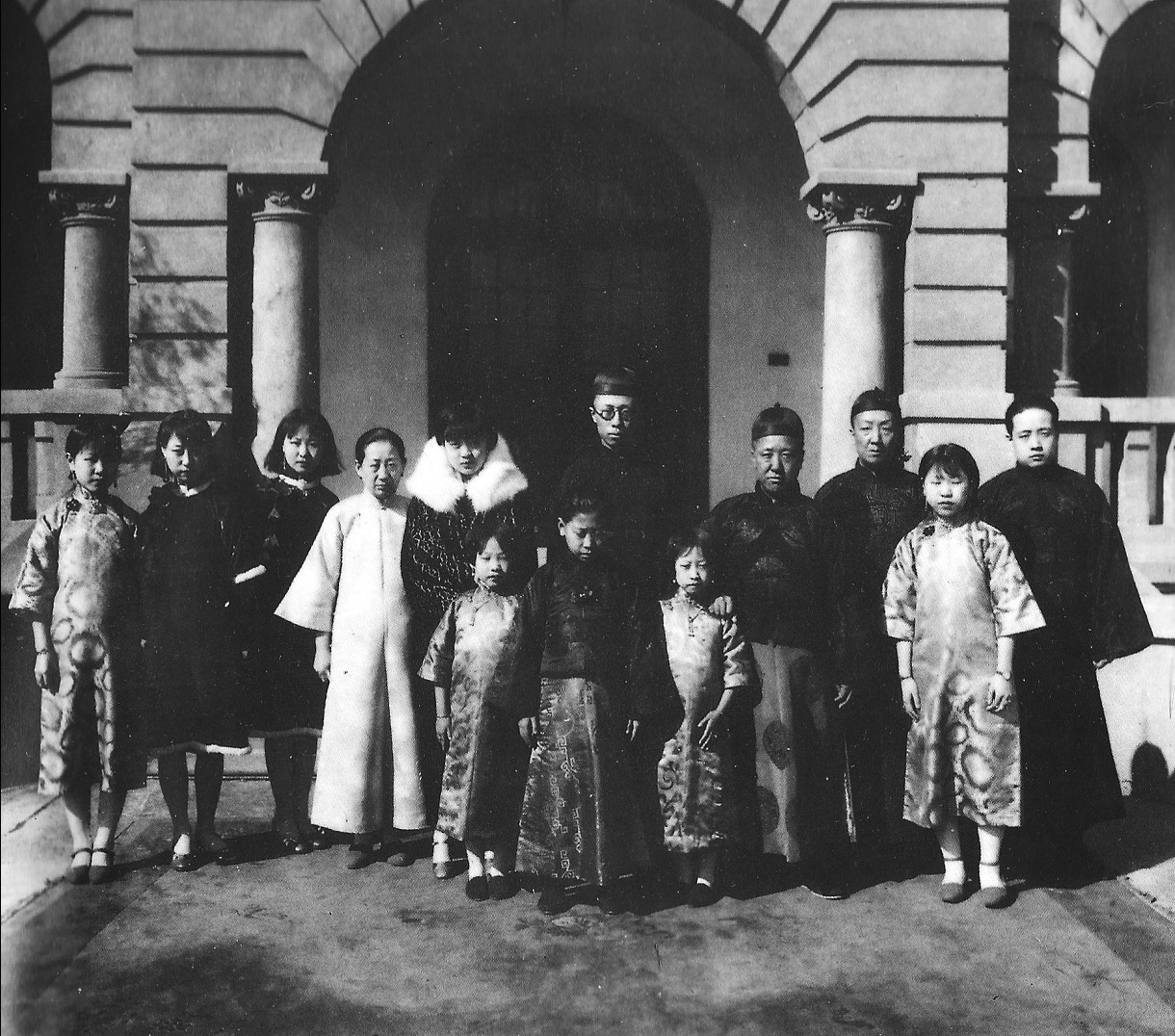
溥仪和婉容等在静园合影

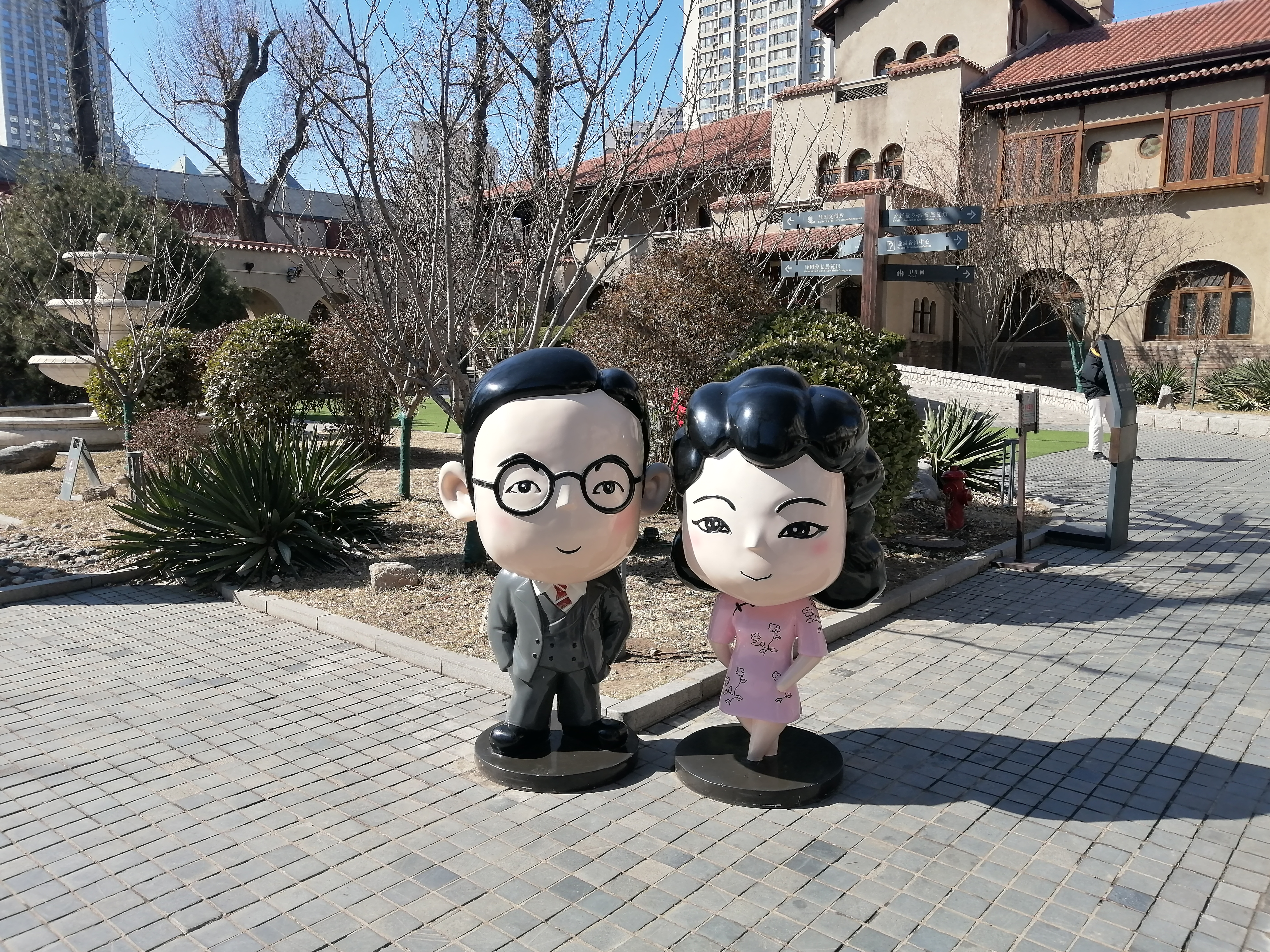
溥儀與婉容的卡通化塑像

静园原名“乾园”，是民国时期、安福系军阀参议院议员、驻日公使陆宗舆的住宅。1929年，溥仪迁居此处并改名为“静园”，意为“静观待变、静待时机”。1949年后，静园被天津市人民政府接收，用作办公用房和职工宿舍。2005年8月31日，静园被天津市人民政府确定为特殊保护等级历史风貌建筑。2005年10月，天津市历史风貌建筑整理有限责任公司根据《天津市历史风貌建筑保护条例》的要求对静园进行保护性腾迁。2007年7月20日，静园完成修复，正式对外开放。

## 建筑

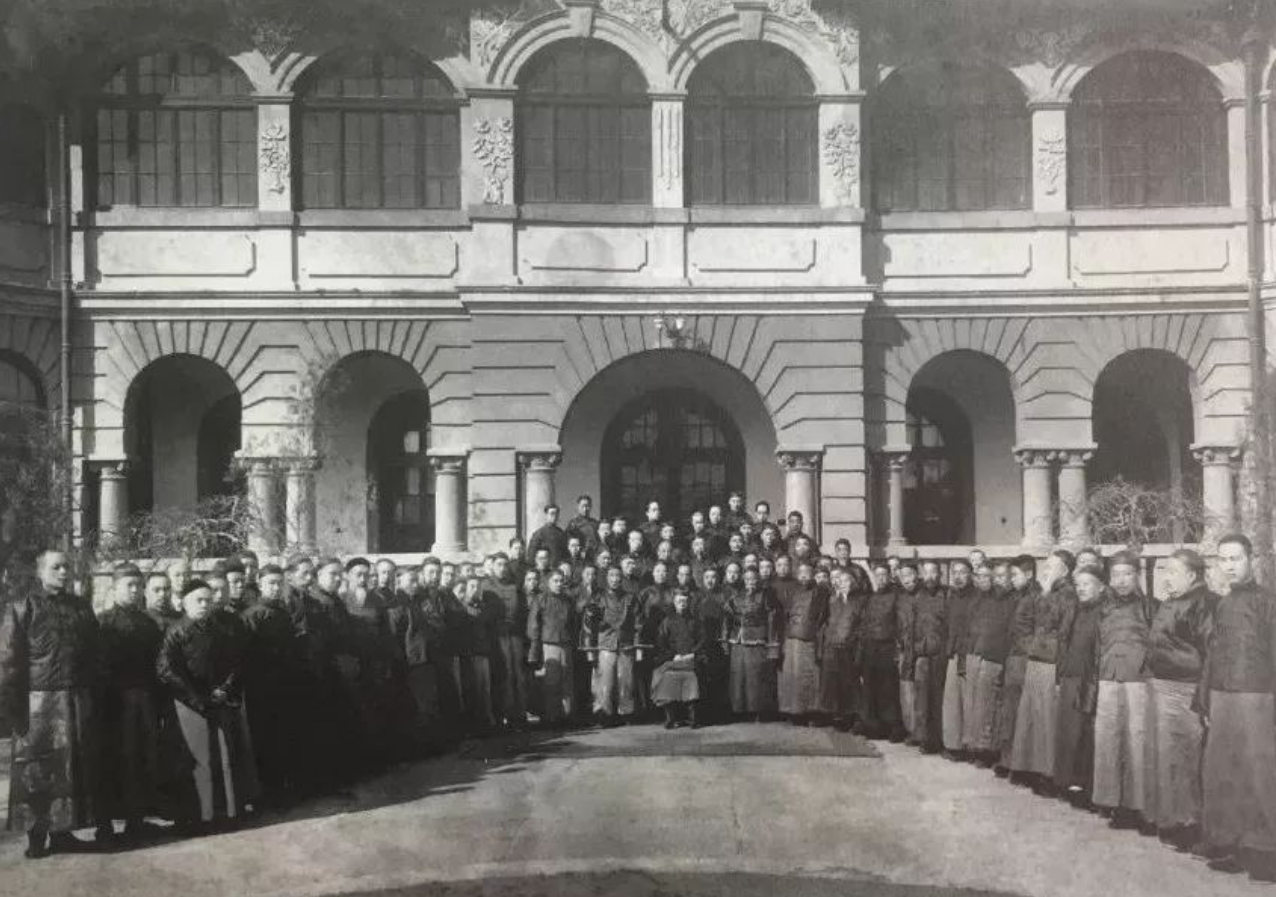
靜園

静园占地面积约为3360平米，建筑面积约1900平米，园内主要建筑为两幢砖木结构的二层西式小楼，主楼为西班牙式建筑，设有79间房间。一楼为客厅、餐厅、储藏室，二楼为溥仪卧室和婉容卧室。西楼一楼为办公室，二楼为祠堂、佛堂和文绣卧室。园内建有曲径长廊、龙形喷泉及网球场。

## 内部链接
- 张园